# مارج تشامبيون
مارجوري سيليست تشامبيون (2 سبتمبر 1919 - 21 أكتوبر 2020)، هي راقصة وممثلة أمريكية. في الرابعة عشرة من عمرها تم تعيينها كنموذج رقص لأفلام الرسوم المتحركة في استوديوهات والت ديزني. في وقت لاحق، لعبت دور ممثلة وراقصة في المسرحيات الموسيقية السينمائية، وفي عام 1957 كان لها عرض تلفزيوني يعتمد على الغناء والرقص. كما أنها قامت بتصميم الرقصات الإبداعية للطقوس الدينية، وعملت كمدربة للحوار والحركة في المسلسل التلفزيوني القصير عام 1978 «The Awakening Land».

## وفاتها
بلغت من العمر 100 عام في 2 سبتمبر 2019. توفيت بعد عام واحد في 21 أكتوبر 2020 في منزل ابنها في لوس أنجلوس. كانت تبلغ من العمر 101 عامًا.

## من أفلامها
| عام  | عنوان                                 | وظيفة                        | ملاحظات          |
| ---- | ------------------------------------- | ---------------------------- | ---------------- |
| 1937 | سنووايت و الأقزام السبعة              | نموذج لـ "بياض الثلج"        | غير معتمد        |
| 1938 | الحماقات جولدوين                      | —                            | مصمم رقصات مشارك |
| 1939 | شرف الغرب                             | ديان ألين                    |                  |
| 1939 | يا لها من حياة                        | طالب في المدخل في الرقص      | غير معتمد        |
| 1939 | بيت نادي نسائي                        | مختلط                        | غير معتمد        |
| 1940 | بينوكيو                               | نموذج لفيلم "The Blue Fairy" | غير معتمد        |
| 1940 | فانتازيا                              | نموذج لـ "Hyacinth Hippo"    | غير معتمد        |
| 1941 | دامبو                                 | نموذج لـ "Mr. Stork"         | غير معتمد        |
| 1950 | السيد الموسيقى                        | نفسها                        |                  |
| 1951 | عرض القارب                            | إيلي ماي شيبلي               |                  |
| 1952 | جميل أن ننظر إليه                     | كلاريس                       |                  |
| 1952 | كل ما لدي هو لك                       | باميلا هوبارد                |                  |
| 1953 | امنح الفتاة استراحة                   | مادلين كورلين                |                  |
| 1955 | ثلاثة للعرض                           | جوين هوارد                   |                  |
| 1955 | حبيبي المشتري                         | ميتا                         |                  |
| 1968 | الحفلة                                | روزاليند دنفي                |                  |
| 1968 | السباح                                | بيجي فورسبورج                |                  |
| 1970 | رعاة البقر المخلوعين في مقاطعة كاليكو | السيدة. بيستر                |                  |
| 1975 | يوم الجراد                            | —                            | مشرف الرقص       |

## روابط خارجية
- مارج تشامبيون على موقع IMDb (الإنجليزية)
- مارج تشامبيون على موقع الموسوعة البريطانية (الإنجليزية)
- مارج تشامبيون على موقع روتن توميتوز (الإنجليزية)
- مارج تشامبيون على موقع ألو سيني (الفرنسية)
- مارج تشامبيون على موقع ميوزك برينز (الإنجليزية)
- مارج تشامبيون على موقع تيرنر كلاسيك موفيز (الإنجليزية)
- مارج تشامبيون على موقع أول موفي (الإنجليزية)
- مارج تشامبيون على موقع قاعدة بيانات برودواي على الإنترنت (الإنجليزية)
- مارج تشامبيون على موقع قاعدة بيانات برودواي على الإنترنت (الإنجليزية)
- مارج تشامبيون على موقع قاعدة بيانات برودواي على الإنترنت (الإنجليزية)
- مارج تشامبيون على موقع قاعدة بيانات برودواي على الإنترنت (الإنجليزية)
- مارج تشامبيون على موقع IMDb (الإنجليزية)
- مارج تشامبيون على موقع الموسوعة البريطانية (الإنجليزية)
- مارج تشامبيون على موقع روتن توميتوز (الإنجليزية)
- مارج تشامبيون على موقع ألو سيني (الفرنسية)
- مارج تشامبيون على موقع ميوزك برينز (الإنجليزية)
- مارج تشامبيون على موقع تيرنر كلاسيك موفيز (الإنجليزية)
- مارج تشامبيون على موقع أول موفي (الإنجليزية)
- مارج تشامبيون على موقع قاعدة بيانات برودواي على الإنترنت (الإنجليزية)
- مارج تشامبيون على موقع قاعدة بيانات برودواي على الإنترنت (الإنجليزية)
- مارج تشامبيون على موقع قاعدة بيانات برودواي على الإنترنت (الإنجليزية)
- مارج تشامبيون على موقع قاعدة بيانات برودواي على الإنترنت (الإنجليزية)
- مارج تشامبيون على موقع IMDb (الإنجليزية)
- مارج تشامبيون على موقع الموسوعة البريطانية (الإنجليزية)
- مارج تشامبيون على موقع روتن توميتوز (الإنجليزية)
- مارج تشامبيون على موقع ألو سيني (الفرنسية)
- مارج تشامبيون على موقع ميوزك برينز (الإنجليزية)
- مارج تشامبيون على موقع تيرنر كلاسيك موفيز (الإنجليزية)
- مارج تشامبيون على موقع أول موفي (الإنجليزية)
- مارج تشامبيون على موقع قاعدة بيانات برودواي على الإنترنت (الإنجليزية)
- مارج تشامبيون على موقع قاعدة بيانات برودواي على الإنترنت (الإنجليزية)
- مارج تشامبيون على موقع قاعدة بيانات برودواي على الإنترنت (الإنجليزية)
- مارج تشامبيون على موقع قاعدة بيانات برودواي على الإنترنت (الإنجليزية)
- مارج تشامبيون التسجيلات من ديسكاغز.كوم
- http://www.valyermodancers.org/DanceCompany.html
- مارج تشامبيون تؤدي الرقص في عام 1986 في وسادة جاكوب
- لقطات أرشيفية من Jacob's Pillow PillowTalk: Hippo in a Tutu تتميز Marge Champion ، 8/28/2010
- Marge Champion
- تذكرت مارج تشامبيون في عيد ميلادها المائة في مانسفيلد نيوز جورنال ، تم الوصول إليه في 3 سبتمبر 2019